# Бикман, Рис
Рис Бикман (англ. Reece Beekman, род. 8 октября 2001, Милуоки, Висконсин) — американский профессиональный баскетболист, выступающий за клуб НБА «Бруклин Нетс». Играет на позиции разыгрывающего защитник.

## Профессиональная карьера

### Голден Стэйт / Санта-Круз Уорриорз (2024)
3 июля 2024 года, после того, как Бикман не был выбран на драфте НБА 2024 года, он подписал двусторонний контракт с «Голден Стэйт Уорриорз» и их фарм-клубом в Джи-Лиге «Санта-Круз Уорриорз».

### Бруклин / Лонг-Айленд Нетс (2024–настоящее время)
15 декабря 2024 года, все еще имея двусторонний контракт, Бикман был обменян в «Бруклин Нетс» вместе с Де’Энтони Мелтоном и тремя будущими выборами во втором раунде на Денниса Шрёдера и выбор во втором раунде драфта 2025 года.

## Статистика

### Статистика в НБА
| Сезон   | Команда      | Регулярный сезон | Регулярный сезон | Регулярный сезон | Регулярный сезон | Регулярный сезон | Регулярный сезон | Регулярный сезон | Регулярный сезон | Регулярный сезон | Регулярный сезон | Регулярный сезон | Серия плей-офф | Серия плей-офф | Серия плей-офф | Серия плей-офф | Серия плей-офф | Серия плей-офф | Серия плей-офф | Серия плей-офф | Серия плей-офф | Серия плей-офф | Серия плей-офф |
| Сезон   | Команда      | GP               | GS               | MPG              | FG%              | 3P%              | FT%              | RPG              | APG              | SPG              | BPG              | PPG              | GP             | GS             | MPG            | FG%            | 3P%            | FT%            | RPG            | APG            | SPG            | BPG            | PPG            |
| ------- | ------------ | ---------------- | ---------------- | ---------------- | ---------------- | ---------------- | ---------------- | ---------------- | ---------------- | ---------------- | ---------------- | ---------------- | -------------- | -------------- | -------------- | -------------- | -------------- | -------------- | -------------- | -------------- | -------------- | -------------- | -------------- |
| 2024/25 | Голден Стэйт | 2                | 0                | 2,0              | 100,0            | -                | -                | 0,5              | 0,5              | 0,5              | 0,0              | 1,0              | Не участвовал  | Не участвовал  | Не участвовал  | Не участвовал  | Не участвовал  | Не участвовал  | Не участвовал  | Не участвовал  | Не участвовал  | Не участвовал  | Не участвовал  |
| 2024/25 | Бруклин      | 34               | 4                | 13,7             | 32,1             | 17,5             | 76,2             | 1,1              | 1,8              | 0,9              | 0,1              | 2,7              | Не участвовал  | Не участвовал  | Не участвовал  | Не участвовал  | Не участвовал  | Не участвовал  | Не участвовал  | Не участвовал  | Не участвовал  | Не участвовал  | Не участвовал  |
|         | Всего        | 36               | 4                | 13,0             | 32,7             | 17,5             | 76,2             | 1,1              | 1,8              | 0,9              | 0,1              | 2,6              | Не участвовал  | Не участвовал  | Не участвовал  | Не участвовал  | Не участвовал  | Не участвовал  | Не участвовал  | Не участвовал  | Не участвовал  | Не участвовал  | Не участвовал  |

### Статистика в Джи-Лиге
| Сезон   | Команда             | Регулярный сезон | Регулярный сезон | Регулярный сезон | Регулярный сезон | Регулярный сезон | Регулярный сезон | Регулярный сезон | Регулярный сезон | Регулярный сезон | Регулярный сезон | Регулярный сезон | Серия плей-офф | Серия плей-офф | Серия плей-офф | Серия плей-офф | Серия плей-офф | Серия плей-офф | Серия плей-офф | Серия плей-офф | Серия плей-офф | Серия плей-офф | Серия плей-офф |
| Сезон   | Команда             | GP               | GS               | MPG              | FG%              | 3P%              | FT%              | RPG              | APG              | SPG              | BPG              | PPG              | GP             | GS             | MPG            | FG%            | 3P%            | FT%            | RPG            | APG            | SPG            | BPG            | PPG            |
| ------- | ------------------- | ---------------- | ---------------- | ---------------- | ---------------- | ---------------- | ---------------- | ---------------- | ---------------- | ---------------- | ---------------- | ---------------- | -------------- | -------------- | -------------- | -------------- | -------------- | -------------- | -------------- | -------------- | -------------- | -------------- | -------------- |
| 2024/25 | Санта-Круз Уорриорз | 9                | 7                | 31,5             | 51,5             | 34,5             | 60,0             | 5,1              | 7,2              | 2,8              | 0,8              | 18,7             | Не участвовал  | Не участвовал  | Не участвовал  | Не участвовал  | Не участвовал  | Не участвовал  | Не участвовал  | Не участвовал  | Не участвовал  | Не участвовал  | Не участвовал  |
| 2024/25 | Лонг-Айленд Нетс    | 5                | 1                | 28,4             | 48,1             | 43,5             | 61,5             | 4,2              | 6,2              | 2,0              | 1,0              | 15,0             | Не участвовал  | Не участвовал  | Не участвовал  | Не участвовал  | Не участвовал  | Не участвовал  | Не участвовал  | Не участвовал  | Не участвовал  | Не участвовал  | Не участвовал  |
|         | Всего               | 14               | 8                | 30,4             | 50,5             | 38,5             | 60,6             | 4,8              | 6,9              | 2,5              | 0,9              | 17,4             | Не участвовал  | Не участвовал  | Не участвовал  | Не участвовал  | Не участвовал  | Не участвовал  | Не участвовал  | Не участвовал  | Не участвовал  | Не участвовал  | Не участвовал  |

### Статистика в NCAA
| Сезон   | Команда  | Conf  | Class | GP  | GS  | MPG  | FG%  | 3P%  | FT%  | RPG | APG | SPG | BPG | PPG  |
| ------- | -------- | ----- | ----- | --- | --- | ---- | ---- | ---- | ---- | --- | --- | --- | --- | ---- |
| 2020/21 | Виргиния | ACC   | FR    | 25  | 20  | 29,4 | 38,2 | 24,3 | 75,8 | 2,8 | 3,0 | 1,2 | 0,4 | 4,7  |
| 2021/22 | Виргиния | ACC   | SO    | 35  | 35  | 35,1 | 44,9 | 33,8 | 76,1 | 3,9 | 5,2 | 2,1 | 0,7 | 8,2  |
| 2022/23 | Виргиния | ACC   | JR    | 32  | 32  | 32,6 | 40,5 | 35,1 | 79,3 | 3,0 | 5,3 | 1,8 | 0,5 | 9,5  |
| 2023/24 | Виргиния | ACC   | SR    | 34  | 34  | 32,8 | 44,3 | 31,0 | 75,4 | 3,6 | 6,2 | 2,0 | 0,5 | 14,3 |
| Всего   | Всего    | Всего | Всего | 126 | 121 | 32,7 | 42,9 | 31,9 | 76,7 | 3,4 | 5,0 | 1,8 | 0,5 | 9,5  |